# Bonrepos-sur-Aussonnelle
Bonrepos-sur-Aussonnelle – miejscowość i gmina we Francji, w regionie Oksytania, w departamencie Górna Garonna.
Według danych na rok 1990 gminę zamieszkiwało 510 osób, a gęstość zaludnienia wynosiła 50 osób/km² (wśród 3020 gmin regionu Midi-Pireneje Bonrepos-sur-Aussonnelle plasuje się na 583. miejscu pod względem liczby ludności, natomiast pod względem powierzchni na miejscu 1071.).